# Clásico Penquista
El Clásico Penquista corresponde al encuentro de fútbol entre Deportes Concepción y Fernández Vial, ambos clubes de la ciudad de Concepción, Región del Biobío, Chile, y que además comparten el estadio en el que juegan de local, el Estadio Municipal Alcaldesa Ester Roa Rebolledo. La rivalidad nace tras la negativa de Fernández Vial de fusionarse junto con otros equipos amateur de la ciudad (Galvarino, Liverpool, Juvenil Unido y Santa Fe) para formar el equipo que representaría por primera vez a la ciudad en un campeonato nacional profesional: Deportes Concepción, que ingresó a Segunda División en 1966.
El primer encuentro oficial se dio en 1982, con un empate 0-0.
El León manda en el historial con 20 triunfos, 25 empates y 18 derrotas

## Historia
En el marco del Torneo de Apertura de la Segunda División 1982, Fernández Vial y Concepción disputaron el primer clásico de la historia el 3 de abril de 1982, ante 18.125 espectadores. El partido finalizó 0:0 y estuvo marcado por las expulsiones de Nelson Acosta en Fernández Vial; y de Miguel Gutiérrez, Marcelo Figueroa y David Godoy en Concepción.
El 26 de junio de 2012, en duelo válido por la Copa Chile 2012-13, Deportes Concepción derrotó por 4-0 al Vial, con goles de Alí Manouchehri, Joaquín Díaz, Rodrigo Alonso y Giovanni Narváez, y clasificó a la siguiente ronda del torneo, eliminando de paso a su archirrival, que había ganado el duelo de ida, jugado tres días antes, por la cuenta mínima.
Tras eso, no se vieron las caras durante ocho años en partidos oficiales, hasta que el 4 de octubre de 2020, se enfrentaron por la cuarta fecha de la Segunda División Profesional 2020. El partido finalizó con triunfo de los "aurinegros" por 2 a 0.

## Estadísticas
| Torneo                                                 | PJ | GDC | PE | GFV | GolDC | GolFV |
| ------------------------------------------------------ | -- | --- | -- | --- | ----- | ----- |
| Primera División de Chile                              | 14 | 3   | 9  | 2   | 13    | 11    |
| Pre-Liguilla Libertadores                              | 2  | 1   | 1  | 0   | 3     | 2     |
| Segunda División de Chile/Primera B de Chile           | 14 | 4   | 6  | 4   | 20    | 20    |
| Segunda División Profesional                           | 6  | 2   | 1  | 3   | 6     | 7     |
| Total Liga                                             | 36 | 10  | 17 | 9   | 42    | 40    |
| Copa Chile                                             | 24 | 9   | 6  | 9   | 35    | 29    |
| Copa de Invierno                                       | 1  | 1   | 0  | 0   | 1     | 0     |
| Campeonato de Apertura de la Segunda División de Chile | 2  | 0   | 2  | 0   | 0     | 0     |
| Total Copas Domésticas                                 | 27 | 10  | 8  | 9   | 36    | 29    |
| Total Oficial                                          | 63 | 20  | 25 | 18  | 78    | 69    |

### Futbolistas que han jugado en ambos equipos
| Lista completa |
| --- |
| A - Juan Carlos Almada - Patricio Almendra - Miguel Ardiman B - Marco Bautista - Héctor Bidoglio - Pablo Bolados - Fabián Brizuela C - Jaime Caro - Jorge Carrasco - Luis Chavarría G - Ángel Gillard H - Ignacio Hermosilla J - Pedro Jaque - Rodrigo Jara L - Mauricio Lagos - Claudio Lizama - Cristóbal López M - Leonel Mena - Fernando Mendoza - Cristián Morán - Brandon Muñoz - Fabián Muñoz Hormazábal N - Eduardo Nazar P - Walter Pajón - Leonel Pedreros - Darwin Pérez R - Francisco Román S - Vincent Salas - Alexis Salazar - Jonathan Salvador - Rodrigo Santander - Gonzalo Smith T - José Torres - Jorge Torres V - Gerson Valle - Nicolás Villamil Z - Néstor Zanatta - Antonio Zaracho |

## Resultados
| \| Fecha \| Cancha \| Entradas \| Local \| Visita \| Res. \| Goles local \| Goles visita \| \| ---------- \| ------ \| -------- \| -------------- \| -------------- \| ---- \| --------------------------------------- \| -------------------------------------------------------------- \| \| 14.09.1986 \| Collao \| 16.255 \| Fernández Vial \| Concepción \| 0:0 \| \| \| \| 27.12.1986 \| Collao \| 11.159 \| Concepción \| Fernández Vial \| 1:2 \| Eduardo Nazar 66' \| Richard Zambrano 50', Javier Grandoli 64' \| \| 06.09.1987 \| Collao \| 17.842 \| Fernández Vial \| Concepción \| 1:1 \| Luis Araya 80' \| Luis Zambrano 25' \| \| 09.01.1988 \| Collao \| 15.415 \| Concepción \| Fernández Vial \| 0:0 \| \| \| \| 04.09.1988 \| Collao \| 24.187 \| Fernández Vial \| Concepción \| 0:0 \| \| \| \| 08.12.1988 \| Collao \| 7.339 \| Concepción \| Fernández Vial \| 0:0 \| \| \| \| 01.10.1989 \| Collao \| 9.841 \| Concepción \| Fernández Vial \| 0:0 \| \| \| \| 09.12.1989 \| Collao \| 20.422 \| Fernández Vial \| Concepción \| 1:2 \| Richard Zambrano 67' pen \| Danilo Figueroa 10' pen, 47' \| \| 30.09.1990 \| Collao \| 14.133 \| Fernández Vial \| Concepción \| 1:3 \| Alberto Bombacci 9' \| Juan Carlos Almada 49', Ramón Castillo 55', Miguel Ardiman 63' \| \| 29.12.1990 \| Collao \| 10.858 \| Concepción \| Fernández Vial \| 1:1 \| Juan Carlos Almada 51' \| Jorge Caraballo 42' \| \| 08.09.1991 \| Collao \| 11.486 \| Fernández Vial \| Concepción \| 1:2 \| Víctor Amatti 73' pen \| Juan Carlos Almada 43', 87' \| \| 22.12.1991 \| Collao \| 6.593 \| Concepción \| Fernández Vial \| 1:2 \| Ramón Castillo 86' \| José Luis Soto 54', Walter Pajón 84' \| \| 07.06.1992 \| Collao \| 19.413 \| Concepción \| Fernández Vial \| 0:0 \| \| \| \| 27.09.1992 \| Collao \| 8.034 \| Fernández Vial \| Concepción \| 2:2 \| Fernando Vergara 71', Roberto Muñoz 90' \| Juan Carlos Barraza 44' pen, 55' pen \| |        |          |                |                |      |                                         |                                                                |
| Fecha | Cancha | Entradas | Local          | Visita         | Res. | Goles local                             | Goles visita                                                   |
| 14.09.1986 | Collao | 16.255   | Fernández Vial | Concepción     | 0:0  |                                         |                                                                |
| 27.12.1986 | Collao | 11.159   | Concepción     | Fernández Vial | 1:2  | Eduardo Nazar 66'                       | Richard Zambrano 50', Javier Grandoli 64'                      |
| 06.09.1987 | Collao | 17.842   | Fernández Vial | Concepción     | 1:1  | Luis Araya 80'                          | Luis Zambrano 25'                                              |
| 09.01.1988 | Collao | 15.415   | Concepción     | Fernández Vial | 0:0  |                                         |                                                                |
| 04.09.1988 | Collao | 24.187   | Fernández Vial | Concepción     | 0:0  |                                         |                                                                |
| 08.12.1988 | Collao | 7.339    | Concepción     | Fernández Vial | 0:0  |                                         |                                                                |
| 01.10.1989 | Collao | 9.841    | Concepción     | Fernández Vial | 0:0  |                                         |                                                                |
| 09.12.1989 | Collao | 20.422   | Fernández Vial | Concepción     | 1:2  | Richard Zambrano 67' pen                | Danilo Figueroa 10' pen, 47'                                   |
| 30.09.1990 | Collao | 14.133   | Fernández Vial | Concepción     | 1:3  | Alberto Bombacci 9'                     | Juan Carlos Almada 49', Ramón Castillo 55', Miguel Ardiman 63' |
| 29.12.1990 | Collao | 10.858   | Concepción     | Fernández Vial | 1:1  | Juan Carlos Almada 51'                  | Jorge Caraballo 42'                                            |
| 08.09.1991 | Collao | 11.486   | Fernández Vial | Concepción     | 1:2  | Víctor Amatti 73' pen                   | Juan Carlos Almada 43', 87'                                    |
| 22.12.1991 | Collao | 6.593    | Concepción     | Fernández Vial | 1:2  | Ramón Castillo 86'                      | José Luis Soto 54', Walter Pajón 84'                           |
| 07.06.1992 | Collao | 19.413   | Concepción     | Fernández Vial | 0:0  |                                         |                                                                |
| 27.09.1992 | Collao | 8.034    | Fernández Vial | Concepción     | 2:2  | Fernando Vergara 71', Roberto Muñoz 90' | Juan Carlos Barraza 44' pen, 55' pen                           |

| \| Fecha \| Cancha \| Entradas \| Local \| Visita \| Res. \| Goles local \| Goles visita \| \| ---------- \| ------ \| -------- \| -------------- \| -------------- \| ---- \| -------------------------------------- \| ----------------------------- \| \| 26.12.1991 \| Collao \| 11.261 \| Concepción \| Fernández Vial \| 1:0 \| Osvaldo Hurtado 57' \| \| \| 29.12.1991 \| Collao \| 13.662 \| Fernández Vial \| Concepción \| 2:2 \| Ramón Castillo 6', Óscar Lee-Chong 20' \| Víctor Amatti 9' pen, 89' pen \| |        |          |                |                |      |                                        |                               |
| Fecha | Cancha | Entradas | Local          | Visita         | Res. | Goles local                            | Goles visita                  |
| 26.12.1991 | Collao | 11.261   | Concepción     | Fernández Vial | 1:0  | Osvaldo Hurtado 57'                    |                               |
| 29.12.1991 | Collao | 13.662   | Fernández Vial | Concepción     | 2:2  | Ramón Castillo 6', Óscar Lee-Chong 20' | Víctor Amatti 9' pen, 89' pen |

| \| Fecha \| Cancha \| Entradas \| Local \| Visita \| Res. \| Goles local \| Goles visita \| \| ---------- \| ------ \| -------- \| -------------- \| -------------- \| ---- \| ----------------------------------------------- \| ------------------------------------------------------------------------------------- \| \| 03.04.1982 \| Collao \| 13.311 \| Concepción \| Fernández Vial \| 2:2 \| Sergio Campos 31', Sergio Campos 70' \| Patricio Bonhomme 7', Ricardo Obando 79' \| \| 09.01.1983 \| Collao \| 11.987 \| Fernández Vial \| Concepción \| 1:0 \| Patricio Bonhomme 32' \| \| \| 11.09.1994 \| Collao \| 7.933 \| Concepción \| Fernández Vial \| 0:0 \| \| \| \| 14.12.1994 \| Collao \| 9.278 \| Fernández Vial \| Concepción \| 0:0 \| \| \| \| 15.03.2003 \| Collao \| 10.298 \| Fernández Vial \| Concepción \| 2:1 \| Richard Zambrano 77', Ronny Vergara 89' ag \| Pablo Rojas 26' \| \| 04.04.2003 \| Collao \| 8.634 \| Concepción \| Fernández Vial \| 2:0 \| Patricio Neira 26', Luis Guajardo 62' \| \| \| 20.07.2003 \| Collao \| 4.387 \| Fernández Vial \| Concepción \| 1:4 \| Germán Vera 62' \| Patricio Neira 29', Luis Guajardo 32', 88', Gabriel Vargas 54' \| \| 31.10.2003 \| Collao \| 2.014 \| Concepción \| Fernández Vial \| 2:2 \| Luis Guajardo 31', César Vergara 69' \| Pablo Bolados 15', Luis Salamanca 52' \| \| 07.03.2004 \| Collao \| 5.703 \| Concepción \| Fernández Vial \| 2:1 \| Marcos Bautista 25', Fabián Muñoz 86' \| Leonel Mena 15' \| \| 07.04.2004 \| Collao \| 3.044 \| Fernández Vial \| Concepción \| 0:3 \| \| Fabián Muñoz 24' pen, Patricio Almendra 48', Marco Bautista 76' \| \| 02.05.2004 \| Collao \| 3.726 \| Concepción \| Fernández Vial \| 2:2 \| Patricio Almendra 21', Cristian Olivares 80' ag \| Lisandro Henríquez 55', Richard Zambrano 75' \| \| 30.05.2004 \| Collao \| 3.021 \| Fernández Vial \| Concepción \| 2:2 \| Jonathan Novoa 18', Cristián Olivares 65' \| Fabián Muñoz 28' pen, Julio César Laffatigue 46' \| \| 10.07.2004 \| Collao \| 2.819 \| Concepción \| Fernández Vial \| 0:5 \| \| Jonathan Novoa 14', 84', Luis Ceballos 48', Alexis Moreno 56', Alejandro Maureira 70' \| \| 29.08.2004 \| Collao \| 3.500 \| Fernández Vial \| Concepción \| 2:0 \| Richard Zambrano 40', 57' \| \| |        |          |                |                |      |                                                 |                                                                                       |
| Fecha | Cancha | Entradas | Local          | Visita         | Res. | Goles local                                     | Goles visita                                                                          |
| 03.04.1982 | Collao | 13.311   | Concepción     | Fernández Vial | 2:2  | Sergio Campos 31', Sergio Campos 70'            | Patricio Bonhomme 7', Ricardo Obando 79'                                              |
| 09.01.1983 | Collao | 11.987   | Fernández Vial | Concepción     | 1:0  | Patricio Bonhomme 32'                           |                                                                                       |
| 11.09.1994 | Collao | 7.933    | Concepción     | Fernández Vial | 0:0  |                                                 |                                                                                       |
| 14.12.1994 | Collao | 9.278    | Fernández Vial | Concepción     | 0:0  |                                                 |                                                                                       |
| 15.03.2003 | Collao | 10.298   | Fernández Vial | Concepción     | 2:1  | Richard Zambrano 77', Ronny Vergara 89' ag      | Pablo Rojas 26'                                                                       |
| 04.04.2003 | Collao | 8.634    | Concepción     | Fernández Vial | 2:0  | Patricio Neira 26', Luis Guajardo 62'           |                                                                                       |
| 20.07.2003 | Collao | 4.387    | Fernández Vial | Concepción     | 1:4  | Germán Vera 62'                                 | Patricio Neira 29', Luis Guajardo 32', 88', Gabriel Vargas 54'                        |
| 31.10.2003 | Collao | 2.014    | Concepción     | Fernández Vial | 2:2  | Luis Guajardo 31', César Vergara 69'            | Pablo Bolados 15', Luis Salamanca 52'                                                 |
| 07.03.2004 | Collao | 5.703    | Concepción     | Fernández Vial | 2:1  | Marcos Bautista 25', Fabián Muñoz 86'           | Leonel Mena 15'                                                                       |
| 07.04.2004 | Collao | 3.044    | Fernández Vial | Concepción     | 0:3  |                                                 | Fabián Muñoz 24' pen, Patricio Almendra 48', Marco Bautista 76'                       |
| 02.05.2004 | Collao | 3.726    | Concepción     | Fernández Vial | 2:2  | Patricio Almendra 21', Cristian Olivares 80' ag | Lisandro Henríquez 55', Richard Zambrano 75'                                          |
| 30.05.2004 | Collao | 3.021    | Fernández Vial | Concepción     | 2:2  | Jonathan Novoa 18', Cristián Olivares 65'       | Fabián Muñoz 28' pen, Julio César Laffatigue 46'                                      |
| 10.07.2004 | Collao | 2.819    | Concepción     | Fernández Vial | 0:5  |                                                 | Jonathan Novoa 14', 84', Luis Ceballos 48', Alexis Moreno 56', Alejandro Maureira 70' |
| 29.08.2004 | Collao | 3.500    | Fernández Vial | Concepción     | 2:0  | Richard Zambrano 40', 57'                       |                                                                                       |

| \| Fecha \| Cancha \| Entradas \| Local \| Visita \| Res. \| Goles local \| Goles visita \| \| ---------- \| ------ \| ----------- \| -------------- \| -------------- \| ---- \| ---------------------------------------- \| ------------------------------------------ \| \| 04.10.2020 \| Collao \| Sin Público \| Concepción \| Fernández Vial \| 0:2 \| \| Luis Pacheco 51', Harol Salgado 95' \| \| 30.01.2021 \| Collao \| Sin Público \| Fernández Vial \| Concepción \| 2:1 \| Kevin Harbottle 16', 90+6' \| Fabián Ramírez 6' \| \| 18.06.2023 \| Collao \| 6.393 \| Concepción \| Fernández Vial \| 0:0 \| \| \| \| 08.09.2023 \| Collao \| 6.053 \| Fernández Vial \| Concepción \| 1:0 \| Carlos Herrera 31' \| \| \| 14.04.2024 \| Collao \| 16.521 \| Concepción \| Fernández Vial \| 3:2 \| Brayan Valdivia 2', 64', Mauro Lopes 36' \| Cristóbal Díaz 32', Patricio Jerez 74' \| \| 25.08.2024 \| Collao \| 14.194 \| Fernández Vial \| Concepción \| 0:2 \| \| Sebastián Martínez 35', Carlos Escobar 60' \| |        |             |                |                |      |                                          |                                            |
| Fecha | Cancha | Entradas    | Local          | Visita         | Res. | Goles local                              | Goles visita                               |
| 04.10.2020 | Collao | Sin Público | Concepción     | Fernández Vial | 0:2  |                                          | Luis Pacheco 51', Harol Salgado 95'        |
| 30.01.2021 | Collao | Sin Público | Fernández Vial | Concepción     | 2:1  | Kevin Harbottle 16', 90+6'               | Fabián Ramírez 6'                          |
| 18.06.2023 | Collao | 6.393       | Concepción     | Fernández Vial | 0:0  |                                          |                                            |
| 08.09.2023 | Collao | 6.053       | Fernández Vial | Concepción     | 1:0  | Carlos Herrera 31'                       |                                            |
| 14.04.2024 | Collao | 16.521      | Concepción     | Fernández Vial | 3:2  | Brayan Valdivia 2', 64', Mauro Lopes 36' | Cristóbal Díaz 32', Patricio Jerez 74'     |
| 25.08.2024 | Collao | 14.194      | Fernández Vial | Concepción     | 0:2  |                                          | Sebastián Martínez 35', Carlos Escobar 60' |

| \| Fecha \| Cancha \| Entradas \| Local \| Visita \| Res. \| Goles local \| Goles visita \| \| ---------- \| ------ \| -------- \| -------------- \| -------------- \| --------- \| ----------------------------------------------------------------------------------------------------------------------------- \| ------------------------------------------------------------------------------------------------ \| \| 02.02.1985 \| Collao \| 13.371 \| Fernández Vial \| Concepción \| 2:0 \| Ricardo Ormeño 85', 88' \| \| \| 17.03.1985 \| Collao \| 13.915 \| Concepción \| Fernández Vial \| 1:1 \| Ramón Climent 2' \| Richard Zambrano 9' \| \| 08.03.1986 \| Collao \| 22.734 \| Concepción \| Fernández Vial \| 0:0 \| \| \| \| 04.05.1986 \| Collao \| 26.065 \| Fernández Vial \| Concepción \| 2:0 \| Rodrigo Santander 40', 54' \| \| \| 19.04.1987 \| Collao \| 8.573 \| Concepción \| Fernández Vial \| 2:3 \| Juan Cruz 74, Luis Araya 84' \| Richard Zambrano 39' pen, 43, Juvenal Vargas 44' \| \| 07.06.1987 \| Collao \| 20.907 \| Fernández Vial \| Concepción \| 4:3 \| Juvenal Vargas 2', Sergio Marchant 16', Richard Zambrano 19' pen, Leonel Pedreros 70' \| José Monsalves 5', Juan Cruz 9', 70' pen, Juan Carlos Barraza 70' pen \| \| 03.04.1988 \| Collao \| 16.063 \| Concepción \| Fernández Vial \| 3:0 \| Carlos Cifuentes 11', Víctor Amatti 59' ag, Mario Araya 68' \| \| \| 22.05.1988 \| Collao \| 13.548 \| Fernández Vial \| Concepción \| 1:0 \| Sergio Marchant 19' \| \| \| 02.04.1989 \| Collao \| 13.436 \| Fernández Vial \| Concepción \| 0:1 \| \| Sergio Buffarini 25' \| \| 25.05.1989 \| Collao \| 9.155 \| Concepción \| Fernández Vial \| 0:0 (6:5) \| Definición por penales: Jorge Rodríguez, Danilo Figueroa, Miguel Ardiman, Luis Araya, Nicolás Villamil, Víctor Hugo Castañeda \| Definición por penales: Luis Casanova, Daniel Fuentes, Luis Riquelme, Luis Ceballos, Hernán Sáez \| \| 17.03.1990 \| Collao \| 5.000 \| Concepción \| Fernández Vial \| 2:2 \| Osvaldo Vargas 4', Ronald Baroni 23' \| Claudio Figueroa 50', Daniel Fuentes 77' \| \| 22.04.1990 \| Collao \| 6.889 \| Fernández Vial \| Concepción \| 1:3 \| Daniel Fuentes 40' \| Héctor Bidoglio 10', Ronald Baroni 77', Leonel Herrera 89' \| \| 24.03.1991 \| Collao \| 5.402 \| Concepción \| Fernández Vial \| 2:1 \| Danilo Figueroa 36', Carlos Fuentes 62' \| Luis Ceballos 15' pen \| \| 14.04.1991 \| Collao \| 3.743 \| Fernández Vial \| Concepción \| 1:3 \| Ricardo Cereceda 70' \| Ramón Castillo 15', Óscar Lee-Chong 52', Héctor Correa 63' pen \| \| 22.03.1992 \| Collao \| 7.257 \| Fernández Vial \| Concepción \| 0:0 \| \| \| \| 26.04.1992 \| Collao \| 3.364 \| Concepción \| Fernández Vial \| 1:2 \| Nelson Sandoval 3' \| David Gómez 49', 55' \| \| 05.03.1994 \| Collao \| 5.277 \| Concepción \| Fernández Vial \| 2:1 \| Daniel Ahmed 63', 75' \| Blas Romero 5' ag \| \| 10.04.1994 \| Collao \| 4.519 \| Fernández Vial \| Concepción \| 2:0 \| John Caballero 6', Jorge Villalba 59' \| \| \| 16.05.2010 \| Collao \| \| Fernández Vial \| Concepción \| 0:3 \| \| Marcos González 61', Jaime Barrientos 72', Fernando Lazcano 80' \| \| 21.05.2010 \| Collao \| 3.000 \| Concepción \| Fernández Vial \| 4:2 \| Marcos González 7', Nasa 39', Manuel Simpertegui 54', Andrés Colombo 84' \| Cristóbal López 1', Francisco Argel 87' \| \| 23.06.2012 \| Collao \| 9.429 \| Fernández Vial \| Concepción \| 1:0 \| David Pérez 45' \| \| \| 26.06.2012 \| Collao \| 10.357 \| Concepción \| Fernández Vial \| 4:0 \| Alí Manouchehri 35', Joaquín Díaz 49', Rodrigo Alonso 63' pen, Giovanni Narváez 77' pen \| \| \| 27.03.2022 \| Collao \| 12.436 \| Concepción \| Fernández Vial \| 0:2 \| \| Jeriberth Carrasco 52', Óscar Hernández 90+4' \| \| 07.04.2023 \| Collao \| 11.619 \| Fernández Vial \| Concepción \| 1:1 (4:2) \| Ángel Gillard 90+6'; Definición por penales: Claudio Muñoz, Carlos Herrera, Carlos Gómez, Ricardo Fuenzalida \| Matías Fredes 71'; Definición por penales: Francisco Lara, Mauro Lopes \| |        |          |                |                |           | |                                                                                                  |
| Fecha | Cancha | Entradas | Local          | Visita         | Res.      | Goles local | Goles visita                                                                                     |
| 02.02.1985 | Collao | 13.371   | Fernández Vial | Concepción     | 2:0       | Ricardo Ormeño 85', 88' |                                                                                                  |
| 17.03.1985 | Collao | 13.915   | Concepción     | Fernández Vial | 1:1       | Ramón Climent 2' | Richard Zambrano 9'                                                                              |
| 08.03.1986 | Collao | 22.734   | Concepción     | Fernández Vial | 0:0       | |                                                                                                  |
| 04.05.1986 | Collao | 26.065   | Fernández Vial | Concepción     | 2:0       | Rodrigo Santander 40', 54' |                                                                                                  |
| 19.04.1987 | Collao | 8.573    | Concepción     | Fernández Vial | 2:3       | Juan Cruz 74, Luis Araya 84'                                                                                                  | Richard Zambrano 39' pen, 43, Juvenal Vargas 44'                                                 |
| 07.06.1987 | Collao | 20.907   | Fernández Vial | Concepción     | 4:3       | Juvenal Vargas 2', Sergio Marchant 16', Richard Zambrano 19' pen, Leonel Pedreros 70'                                         | José Monsalves 5', Juan Cruz 9', 70' pen, Juan Carlos Barraza 70' pen                            |
| 03.04.1988 | Collao | 16.063   | Concepción     | Fernández Vial | 3:0       | Carlos Cifuentes 11', Víctor Amatti 59' ag, Mario Araya 68'                                                                   |                                                                                                  |
| 22.05.1988 | Collao | 13.548   | Fernández Vial | Concepción     | 1:0       | Sergio Marchant 19' |                                                                                                  |
| 02.04.1989 | Collao | 13.436   | Fernández Vial | Concepción     | 0:1       | | Sergio Buffarini 25'                                                                             |
| 25.05.1989 | Collao | 9.155    | Concepción     | Fernández Vial | 0:0 (6:5) | Definición por penales: Jorge Rodríguez, Danilo Figueroa, Miguel Ardiman, Luis Araya, Nicolás Villamil, Víctor Hugo Castañeda | Definición por penales: Luis Casanova, Daniel Fuentes, Luis Riquelme, Luis Ceballos, Hernán Sáez |
| 17.03.1990 | Collao | 5.000    | Concepción     | Fernández Vial | 2:2       | Osvaldo Vargas 4', Ronald Baroni 23'                                                                                          | Claudio Figueroa 50', Daniel Fuentes 77'                                                         |
| 22.04.1990 | Collao | 6.889    | Fernández Vial | Concepción     | 1:3       | Daniel Fuentes 40' | Héctor Bidoglio 10', Ronald Baroni 77', Leonel Herrera 89'                                       |
| 24.03.1991 | Collao | 5.402    | Concepción     | Fernández Vial | 2:1       | Danilo Figueroa 36', Carlos Fuentes 62'                                                                                       | Luis Ceballos 15' pen                                                                            |
| 14.04.1991 | Collao | 3.743    | Fernández Vial | Concepción     | 1:3       | Ricardo Cereceda 70' | Ramón Castillo 15', Óscar Lee-Chong 52', Héctor Correa 63' pen                                   |
| 22.03.1992 | Collao | 7.257    | Fernández Vial | Concepción     | 0:0       | |                                                                                                  |
| 26.04.1992 | Collao | 3.364    | Concepción     | Fernández Vial | 1:2       | Nelson Sandoval 3' | David Gómez 49', 55'                                                                             |
| 05.03.1994 | Collao | 5.277    | Concepción     | Fernández Vial | 2:1       | Daniel Ahmed 63', 75' | Blas Romero 5' ag                                                                                |
| 10.04.1994 | Collao | 4.519    | Fernández Vial | Concepción     | 2:0       | John Caballero 6', Jorge Villalba 59'                                                                                         |                                                                                                  |
| 16.05.2010 | Collao |          | Fernández Vial | Concepción     | 0:3       | | Marcos González 61', Jaime Barrientos 72', Fernando Lazcano 80'                                  |
| 21.05.2010 | Collao | 3.000    | Concepción     | Fernández Vial | 4:2       | Marcos González 7', Nasa 39', Manuel Simpertegui 54', Andrés Colombo 84'                                                      | Cristóbal López 1', Francisco Argel 87'                                                          |
| 23.06.2012 | Collao | 9.429    | Fernández Vial | Concepción     | 1:0       | David Pérez 45' |                                                                                                  |
| 26.06.2012 | Collao | 10.357   | Concepción     | Fernández Vial | 4:0       | Alí Manouchehri 35', Joaquín Díaz 49', Rodrigo Alonso 63' pen, Giovanni Narváez 77' pen                                       |                                                                                                  |
| 27.03.2022 | Collao | 12.436   | Concepción     | Fernández Vial | 0:2       | | Jeriberth Carrasco 52', Óscar Hernández 90+4'                                                    |
| 07.04.2023 | Collao | 11.619   | Fernández Vial | Concepción     | 1:1 (4:2) | Ángel Gillard 90+6'; Definición por penales: Claudio Muñoz, Carlos Herrera, Carlos Gómez, Ricardo Fuenzalida                  | Matías Fredes 71'; Definición por penales: Francisco Lara, Mauro Lopes                           |

| \| Fecha \| Cancha \| Entradas \| Local \| Visita \| Res. \| Goles local \| Goles visita \| \| ---------- \| ------ \| -------- \| ---------- \| -------------- \| ---- \| -------------- \| ------------ \| \| 30.07.1989 \| Collao \| 2.838 \| Concepción \| Fernández Vial \| 1:0 \| Luis Araya 20' \| \| |        |          |            |                |      |                |              |
| Fecha | Cancha | Entradas | Local      | Visita         | Res. | Goles local    | Goles visita |
| 30.07.1989 | Collao | 2.838    | Concepción | Fernández Vial | 1:0  | Luis Araya 20' |              |

| \| Fecha \| Cancha \| Entradas \| Local \| Visita \| Res. \| Goles local \| Goles visita \| \| ---------- \| ------ \| -------- \| -------------- \| -------------- \| ---- \| ----------- \| ------------ \| \| 03.04.1982 \| Collao \| 18.125 \| Concepción \| Fernández Vial \| 0:0 \| \| \| \| 08.05.1982 \| Collao \| 6.087 \| Fernández Vial \| Concepción \| 0:0 \| \| \| |        |          |                |                |      |             |              |
| Fecha | Cancha | Entradas | Local          | Visita         | Res. | Goles local | Goles visita |
| 03.04.1982 | Collao | 18.125   | Concepción     | Fernández Vial | 0:0  |             |              |
| 08.05.1982 | Collao | 6.087    | Fernández Vial | Concepción     | 0:0  |             |              |